# Minuartia confusa
Minuartia confusa är en nejlikväxtart som först beskrevs av Theodor Heinrich von Heldreich och Sart., och fick sitt nu gällande namn av René Charles Maire och Petitmengin. Minuartia confusa ingår i släktet nörlar, och familjen nejlikväxter. Inga underarter finns listade i Catalogue of Life.